# The Ascension (Glenn Branca)
The Ascension fu il primo album da solista del musicista no wave Glenn Branca, prodotto dalla 99 Records nel 1981.
L'album sperimenta tecniche legate alla generazione di risonanze con accordature preparate su chitarra elettrica.
La copertina era affidata a Robert Longo.

## Tracce
1. Lesson No.2
2. The Spectacular Commodity
3. Structure
4. Lightfield (In Consonance)
5. The Ascension